# Parabunodactis
Parabunodactis is een geslacht van zeeanemonen uit de familie van de Actiniidae.

## Soorten
- Parabunodactis imperfecta Zamponi & Acuña, 1992
- Parabunodactis inflexibilis (Carlgren, 1928)